# Баудон (Північна Дакота)
Баудон (англ. Bowdon) — місто (англ. city) в США, в окрузі Веллс штату Північна Дакота. Населення — 137 осіб (2020).

## Географія
Баудон розташований за координатами 47°28′7″ пн. ш. 99°42′32″ зх. д. / 47.46861° пн. ш. 99.70889° зх. д. (47.468562, -99.708819).  За даними Бюро перепису населення США в 2010 році місто мало площу 0,65 км², уся площа — суходіл.

## Демографія
Згідно з переписом 2010 року, у місті мешкала 131 особа в 77 домогосподарствах у складі 37 родин. Густота населення становила 203 особи/км².  Було 94 помешкання (145/км²).
Расовий склад населення:
| - 99,2 % — білих - 0,8 % — корінних американців |

До двох чи більше рас належало 0,0 %. Частка іспаномовних становила 1,5 % від усіх жителів.
За віковим діапазоном населення розподілялося таким чином: 7,6 % — особи молодші 18 років, 43,5 % — особи у віці 18—64 років, 48,9 % — особи у віці 65 років та старші. Медіана віку мешканця становила 63,9 року. На 100 осіб жіночої статі у місті припадало 77,0 чоловіків;  на 100 жінок у віці від 18 років та старших — 70,4 чоловіків також старших 18 років.
Середній дохід на одне домашнє господарство  становив 36 100 доларів США (медіана — 33 750), а середній дохід на одну сім'ю — 46 383 долари (медіана — 39 375). За межею бідності перебувало 9,8 % осіб, у тому числі 0,0 % дітей у віці до 18 років та 12,7 % осіб у віці 65 років та старших.
Цивільне працевлаштоване населення становило 54 особи. Основні галузі зайнятості: виробництво — 25,9 %, роздрібна торгівля — 18,5 %, будівництво — 16,7 %.